# Conspiración de Agartala

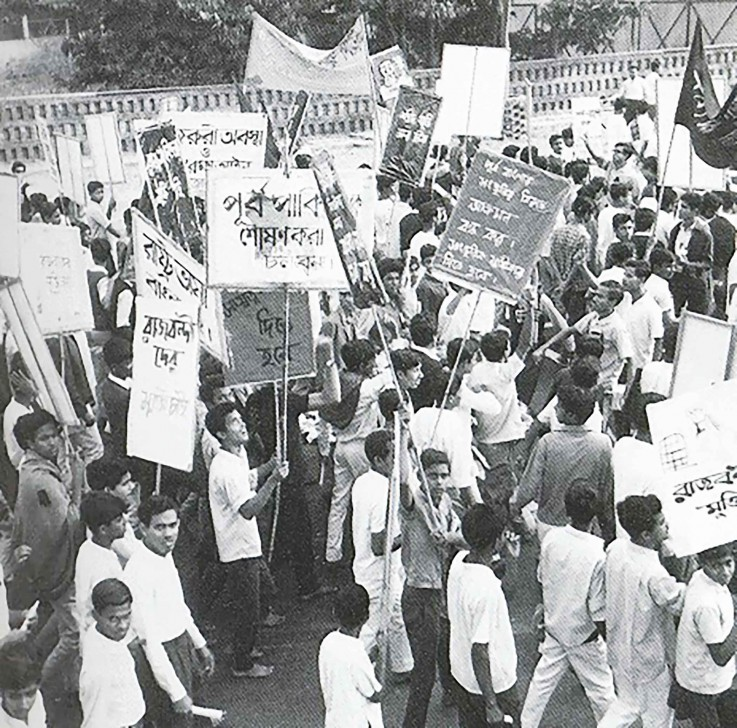
Proocesión de estudiantes en el campo de la Universidad de Daca durante el levantamiento masivo de 1969.

La conspiración de Agartala fue una causa legal formulada por el gobierno de Pakistán en 1968 durante el régimen de Ayub Khan, en contra del caudillo de la Liga Awami Sheikh Mujibur Rahman, personal del ejército y altos directivos gubernamentales.
Fueron acusados de participar en una conspiración para fragmentar la estabilidad del país con la ayuda del gobierno de la India. Las petitis principii de la querella fueron que el complot había sido preparado en contubernio entre la India y las personas acusadas en la ciudad de Agartala del estado de Tripura, tomando de allí su nombre el caso legal.
Desde la formación de Pakistán, los habitantes de Pakistán Oriental fueron privados de sus derechos legítimos en todas las esferas. Consecuentemente se produjo un resentimiento general contra los gobernantes pakistaníes entre las personas de esta región. Fue entonces cuando se comenzó a exigir cierta autonomía con el respaldo de Sheikh Mujibur Rahman.
La seria disparidad en las fuerzas armadas, condujo a que algunos soldados y comandantes bengalíes se coaligaran secretamente. Es bien sabido que el interés de estos nunca fue el servir bajo el mandato de gobernadores de Pakistán Oriental, sino que buscaban independizar el territorio mediante una revuelta armada. Con esta finalidad, empezaron a movilizarse de modo clandestino, pero la confabulación fue descubierta por el departamento de inteligencia estatal, siendo arrestados cerca de mil quinientos bengalíes de toda la nación por el poder militar.
El Ministerio del Interior de Pakistán declaró mediante una nota de prensa publicada el 6 de enero de 1968, que el gobierno había descubierto en diciembre del año anterior, una conjura perjudicial a los intereses nacionales de la patria. En otra declaración divulgada el 18 de enero, la administración implicó a Sheikh Mujibur Rahman en los alegatos, siendo después encarcelado junto con otros tantos. Inicialmente el gobierno los sometió a un consejo de guerra, pero posteriormente con el fin de efectuar apropiadamente las elecciones generales de 1970, decidió ajustar los cargos para procesar a solamente 35 personalidades políticas y altos directivos gubernamentales implicados bajo el derecho civil.
Entre estas personas que se encontraban en la hoja de acusaciones estaban Sheikh Mujibur Rahman, el comandante Moazzem Hossain, Sultanuddin Ahmad, Nur Mohammad, Ahmed Fazlur Rahman, el sargento de vuelo Mahfiz Ullah, el cabo Abdus Samad Azad, el ex havildar Dalil Uddin, Ruhul Quddus, Fazlul Haq, Bibhuti Bhushan Chowdhury, Bidhan Krishna Sen, el subedar Abdur Razzaque, el exsecretario de Mujibur Rahman, el sargento Zahurul Haq, A.B. Khurshid, Khan Mohammad Shamsur Rahman, el escritor Syed Shamsul Haque, el havildar Azizul Haq, Mahfuzul Bari, Shamsul Alam, los capitanes Abdul Motaleb, el shawkat Ali Mian, Khondkar Nazmul Huda, M. Nuruzzaman, el sargento Abdul Jalil, Mahbub Uddin Chowdhury, el ex subedar Tajul Islam, Ali Reza, Khurshid Uddin Ahmed y el teniente Abdur Rauf.
La comparecencia del caso inició el 19 de junio de 1968 y Sheikh Mujibur Rahman fue señalado como principal acusado. Thomas William, un jurisconsulto británico y miembro del Parlamento del Reino Unido, presentó una reclamación en el Tribunal Supremo de Daca en nombre de Sheikh Mujibur Rahman, poniendo entredicho la legalidad de la formación del tribunal que lo juzgaba.
El gobierno se empecinó en identificar a Sheikh Mujibur Rahman como un separatista y agente indio, lo cual suscitó el repudio público hacia él. Pero los supervisores del banco de testigos, declararon que el estado los había obligado bajo amenazas y acosos a presentar evidencia falsa en su favor.
En esos tiempos cuando las calles de Daca se volvieron un semillero de disturbios, el sargento Zahurul Haq, uno de los acusados en el juicio, fue despiadadamente asesinado a tiros mientras se encontraba en reclusión. Las noticias de su muerte antecedieron un incendio provocado por una furiosa multitud en la casa de huéspedes estatal y otros edificios. Algunos de los archivos de la acusación se quemaron y el gobierno de Ayub se vio forzado finalmente a desistir del caso el 22 de febrero de 1969. Todos los inculpados, incluso Sheikh Mujibur Rahman, fueron liberados incondicionalmente.
- Datos: Q3348100